# Пантелей Зарев
Пантелей Йорданов Пантев (от 1953 г. Зарев) е български литературен критик, академик, ректор на Софийския университет (1968 – 1972), председател на Съюза на българските писатели (1972 – 1979), народен деятел на културата.
Баща на писателя Владимир Зарев (р. 1947 г.) и на режисьорката Весела Зарева (р. 1943 г.).

## Биография
Пантелей Пантев е роден на 11 ноември 1911 г. във Видин. Там завършва гимназиалното образование, след което започва работа като служител в митницата в Лом. Запознава се с дейци на комунистическата партия и Комсомола и става активен партиен функционер. През 1932 г. става член на БКП. Осъден е за конспиративна дейност и е изпратен в Ломския затвор за периода 1935 – 1936 г.
Заминава за София, където завършва философия в Софийския университет „Климент Охридски“ през 1941 г. Като студент работи като редактор на в. „Академик“, сътрудничи на в. „РЛФ“, „Кормило“, „Нова литература“, „ЛИК“, „Час“, „Светлоструй“, сп. „Изкуство и критика“ и мн. др. По-късно е член на редакторската колегия на сб. „Жажда“ (1939), работи като учител в с. Негованци и Реброво.
След 9 септември 1944 г. развива бърза научна кариера и ускорено се изкачва обществената стълбица. Редактор е на в. „Народна армия“ и в сп. „Ново време“. Става доцент през 1947 г. и професор през 1950 г., ръководител е на Катедрата по теория на литературата в СУ през периода 1947 – 1978 г. Избран е за ректор на СУ (1968 – 1972). В Института за литература през 1951 – 1968 г. е: ръководител на секция (1948 – 1970), зам.-директор (1951 – 1962). Назначен е за главен редактор на сп. „Литературна мисъл“ (1957 – 1990). Става член-кореспондент на БАН през 1951 г., академик – през 1967 г., първи зам.-председател на БАН – 1968 – 1990 г.
През 1953 г. с решение на Софийския народен съд приема фамилията Зарев.
Избран е за председател на Съюза на българските писатели от 1972 до 1979 г. Член е на Държавния съвет от 1979 до 1989 г. и депутат от VI до IX народно събрание през периода 1971 – 1990 г. От 1962 до 1966 г. е кандидат-член на ЦК на БКП, а от 1966 до 1990 г. и член на ЦК на БКП.
Творчеството му започва с белетристика: „По крайбрежието“ (разкази, 1938 г.), „Боян партизанинът“ (разкази, 1945 г.). Основните му трудове са в областта на критиката, теорията и историята на литературата.
Той е един от най-плодовитите литературни критици, автор на цяла една панорама на българската литература и литературна критика. Неговото име стои на челно място в списъка на онези творци, които прекроиха българското литературознание в задължителните класово-партийни одежди.
Зарев е постоянен участник в близкото лично обкръжение на другаря Тодор Живков, известно като „ловната дружинка“ и действащо като неформален съветнически щаб. Част е от групата, инициирала т.нар. Възродителен процес. Автор е на статия за „творчеството“ на Живков в „Речник на българската литература“ (т. 2, 1977 г.), където той е представен в светлината на деец на литературата. Още приживе е величан като „корифей на социалистическия реализъм“.
Личният му архив се съхранява във фонд 1307 в Държавен архив – Видин. Той се състои от 64 архивни единици от периода 1922 – 2010 г.

## Отличия
- орден „Кирил и Методий“ I ст. през 1963 г.,
- Димитровска награда за литература: III ст. – 1946, II ст. – 1951, I ст. – 1959,
- Заслужил деятел на културата през 1963 г.
- награда на СБП за кн. „Панорама на българската литература“ – през 1968,
- Народен деятел на културата през 1969 г.[3]
- два пъти Герой на социалистическия труд през 1974 г.,
- два ордена „Георги Димитров“ – през 1981 г.,
- юбилеен медал „1300 г. България“ през 1981 г.[3]

## Избрана библиография
Пантелей Зарев е автор на множество публикации, изследвания, монографии, книги, учебници, участник е в редица съставителски екипи.

### Книги
- (в съавторство с Цветан Минков и Кръстьо Генов) Българското възраждане: Характер и особености. София: Христо Чолчев, 1945, 1. изд. 1939 под загл.: Характер на Възраждането.
- Литературата като познание. София: Нариздат, 1945.
- Проблеми на развитието на българската литература. София: Наука и изкуство, 1949.
- Българската литература: Проблеми на развитието ѝ. София: Наука и изкуство, 1950.
- (в съавторство с Цветан Минков и Кръстьо Генов) Иван Вазов – народен писател. София: Наука и изкуство, 1950.
- (в съавторство с Цветан Минков и Кръстьо Генов) Естетическите възгледи на Маркс-Енгелс. София: Наука и изкуство, 1952.
- Стил и художественост. София: Бълг. писател, 1958.
- Богатството на литературния процес и социалистическият реализъм. София: Наука и изкуство, 1960.
- (в съавторство с Цветан Минков и Кръстьо Генов) Класика и съвременност: Избрани студии и статии. София: Бълг. писател, 1961.
- Христо Ботев: Лит.-крит. очерк. София: Бълг. писател, 1963.
- Преобразена литература: Сб. лит.-крит. Статии / Пантелей Зарев, Елисавета Багряна, Илия Бешков. София: Бълг. писател, 1969.
  - За Ел. Багряна, Ст. Загорчинов, Н. Фурнаджиев, Л. Стоянов, Д. Димов, Ем. Станев, Г. Караславов, Д. Талев, А. Гуляшки, К. Калчев, Б. Райнов, Й. Радичков, В. Ханчев, Б. Божилов, П. Матев, Бл. Димитрова, Ил. Бешков, Ат. Далчев.
- Структурализъм, литературознание и естетически идеал. София: Бълг. писател, 1969.
- Димитър Димов [Лит.-крит. студия]. София: Бълг. писател, 1972.
- Георги Караславов. Изследване. София: Наука и изкуство, 1973.
- Емилият Станев. Изследване. София: Бълг. писател, 1973.
- Литературни портрети: Павел Вежинов, Андрей Гуляшки, Камен Калчев, Богомил Райнов. София: Бълг. писател, 1974.
- П. К. Яворов. Изследване. София: Нар. просвета, 1974.
- Народопсихология и литература: Аспекти на стила [Изследване]. [2. разш. изд.]. София: Бълг. писател, 1976.
- Христо Ботев. Богатството на гения. Изследване. София: ОФ, 1977.
- Панорама на българската литература в 5 т. – 1. издание 1966 – 1967., 3. прераб. и доп. изд. – София: Бълг. писател, 1977 – 1979.
- Съвременност и наследство [Теоретически и лит.-крит. очерци]. София: Бълг. писател, 1977.
- Теория на литературата в 2 т. София: Наука и изкуство, 1979 – 1981.
- Съчинения в 3 т. София: Бълг. писател, 1981.
- Българска класика в 2 т. София: Наука и изкуство, 1986 – 1987.
- Българска народопсихология и художествена литература. София: Наука и изкуство, 1983.
- Теория, психология и техника на стила. София: Бълг. писател, 1984.
- Съвременна чувствителност. Критика. София: Нар. младеж, 1986.
- Логиката на литературно-историческия процес. Логика и психология на литературното творчество. Пловдив: Христо Г. Данов, 1987.
- История на българската литературна критика в 3 т. София: Бълг. писател, 1989 – 1996.
- Спомени и размисли. София: УИ Св. Климент Охридски, 1995.

### Студии и статии
- „По въпроса за основните направления в литературната наука и естетиката“. // Философска мисъл, 1947.
- „Литературно-историческите позиции на Никола Вапцаров“. // Септември, 1952.
- „Карл Маркс – основател на социалистическата естетика“. // Известия на Института за българска литература, 1954.
- „Тенденции в съвременния литературен процес“. // Съвременната тема и литературния процес. София, 1976.
- „Идеал. Съвременност. Световен литературен контекст“. // Септември, 1977.
- „Проблеми и достижения на младата литература“. // Литературен фронт.
- „Литературата като словесно-образно претворяване“. // Литературна мисъл, 1979.
- „Възприемане (рецепция) на художествената литература“. // Литературна мисъл, 1981.
- „Литературната критика и литературната история като литературна рецепция“. // Литературна мисъл, 1981.
- „Тодор Живков и художествената литература“. // Обзор, 1982.
- „Национално и универсално значение на българската литература“. // Септември, 1985.
- „Поет на съвременността и бъдещето – Любомир Левчев“. // Септември, 1985.
- „Априлският пленум и литературната критика“. // Септември, 1986.
- „Философската подоснова на литературната критика и на естетиката в края на ХІХ век“. // Литературна мисъл, 1990.